# Annales historiques de la Révolution française
Pour les articles homonymes, voir Annales (homonymie).
Les Annales historiques de la Révolution française sont une revue historique trimestrielle française, fondée par Albert Mathiez en 1908.
C'est aujourd'hui la seule publication scientifique régulière dans le monde à être entièrement consacrée à l'histoire de la Révolution française. Elle est éditée par les Éditions Armand Colin et la Société des études robespierristes.

## L'organe de la Société des études robespierristes
La revue est « l'organe » de la Société des études robespierristes, une association fondée en 1907 par les historiens Albert Mathiez (1874-1932) et Charles Vellay (1876-1953), qui en devient secrétaire général. Regroupant des historiens français et étrangers spécialisés dans l'histoire de la Révolution française, cette association a été reconnue d'utilité publique par décret du 27 mai 1935. En plus d'éditer les Annales historiques de la Révolution française, en lien avec Armand Colin depuis 2008, l'association publie des livres et organise des colloques, journées d'étude et conférences.
D'abord baptisée Annales révolutionnaires (1908-1923), la revue prend son nom définitif en janvier 1924, quand les Annales fusionnent avec la Revue historique de la Révolution française et de l'Empire, publication créée en 1909 par Charles Vellay après sa rupture avec Albert Mathiez et son départ de la société.
Les Annales historiques de la Révolution française ont longtemps bénéficié du soutien de l'Institut d'histoire de la Révolution française, dont le directeur a dirigé le comité de rédaction jusqu'en 1994.
Désormais, la revue est éditée avec le concours de l'Institut des sciences humaines et sociales du Centre national de la recherche scientifique (CNRS), et celui du Centre national du livre (CNL).  Elle offre chaque année deux numéros spéciaux (thématiques), dont l'un est également édité en anglais sur la plateforme CAIRN international, et deux numéros composés d'articles divers. Les Annales historiques de la Révolution française publient :
- des documents inédits de la période ;
- des contributions sur les recherches en cours consacrées à la période de la Révolution française (1789-1799) et du Premier Empire (1799-1815) ;
- des comptes rendus d'ouvrages ;
- une rubrique « regards croisés », consacrée à des débats historiographiques ;
- une rubrique « sources », consacrée à des documents inédits ou à des fonds d'archives ;
- une chronique des thèses universitaires soutenues ;
- des annonces de colloques et de séminaires.

Les AHRF se préoccupent également des origines et des développements ultérieurs de la Révolution (des années 1770 au début du XIXe siècle) et analyse la mémoire de l'événement et ses répercussions dans le monde contemporain.
Son siège est au 17, rue de la Sorbonne, dans le 5e arrondissement de Paris.

## Personnalités liées à la revue et à la société robespierriste

### Présidents de la Société des études robespierristes
- Albert Mathiez
- Georges Lefebvre
- Albert Soboul
- Ernest Labrousse
- Jacques Godechot
- Jean-René Suratteau
- Jean-Paul Bertaud
- Claude Mazauric
- Michel Vovelle
- Michel Pertué
- Philippe Bourdin
- Michel Biard
- Hervé Leuwers
- Dominique Godineau
- Paul Chopelin (depuis 2023)

### Directeurs desAnnales historiques de la Révolution française
- Albert Mathiez (1908-1932)
- Gustave Laurent (1924-1931)
- Georges Lefebvre (1932-1940)[3].
- Albert Soboul (1946-1982)
- Jean-René Suratteau (1982-1986)
- Michel Vovelle
- Jean-Paul Bertaud (1993-1999)[1]
- Philippe Bourdin (1999-2005)
- Michel Biard (2005-2011)
- Hervé Leuwers (2011-2017).
- Dominique Godineau (2017-2023)
- Aurélien Lignereux (depuis 2023)

### Autres
- Léon Centner (1919-2002), membre, éditeur
- Marcel Dorigny, historien
- Charles Vellay (1876-1953), fondateur de la Société robespierriste, historien